# Berny-Rivière
Berny-Rivière – miejscowość i gmina we Francji, w regionie Hauts-de-France, w departamencie Aisne.
Według danych na styczeń 2014 roku gminę zamieszkiwało 649 osób, a gęstość zaludnienia wynosiła 82,4 osób/km².